# Энциклопедия Лавкрафта
«Энциклопедия Лавкрафта» (англ. An H. P. Lovecraft Encyclopedia) — это справочный труд, написанный С.Т. Джоши и Дэвидом Шульцем. В нем рассказывается о жизни и творчестве американского писателя ужасов Говарде Филлипсе Лавкрафте. Впервые опубликован в 2001 году в издательстве Greenwood, а позже переиздан в слегка переработанном издании в мягкой обложке издательства Hippocampus Press.

## Содержание
В энциклопедии представлено несколько сотен справочных записей с краткими описанием, с датами публикаций, определений, терминов, имен людей из жизни Лавкрафта и другое. В книге упоминаются ключевые вымышленным персонажи Лавкрафта и некоторые локации, но большинство существ, божеств, реликвий Мифов Ктулху не упоминаются. 

В энциклопедии упоминаются исследователи творчества Лавкрафта: Джордж Т. Ветцель, Мэтью Г. Ондердонк, Фриц Лейбер, Кеннет У. Фэйг младший и Р. Элейн Эвертс, которые совершили революцию в понимании жизни Лавкрафта, в то время как Дирк Мосиг, Дональд Р. Берлсон и многие другие изучали его рассказы, стихи, эссе и письма с проницательностью и аккуратностью. Эти попытки привели к многочисленным полноценным исследованиям творчества Лавкрафта и к первой полной библиографии, опубликованной в журнале "Lovecraft Studies"; и к исчерпывающей биографии, и сборнику мемуаров Лавкрафта — всё это привело к заметному росту признания Лакрафта, как писателя, мыслителя и литератора.
Статьи о вымышленных персонажах в рассказах Лавкрафта довольно краткие. Лавкрафт сознательно преуменьшал роль человеческих персонажей. Его "космическая" перспектива рассматривала человечество как крошечный и несущественный элемент в бесконечности пространства и времени; действительно, в конце жизни он написал: «Единственные "герои", о которых я могу писать, - это явления» (избранные письма 5.19). Все выдуманные виды существ (например, Ми-Го с Юггота в "Шепчущий во тьме" или множество причудливых созданий в "Сомнабулический поиск неведомого Кадата") не перечислены; но их роль может быть найдена в параграфах об рассказах.
Одним из самых популярных аспектов сочинений Лавкрафта является то, что стало известно как "Мифы Ктулху" (термин, который сам Лавкрафт никогда не использовал). Его литературный пантеон (существа, которые во многих случаях оказываются просто внеземными созданиями из глубин космоса) оказался увлекательным как для читателей, так и для писателей, поскольку эти "мифы" обрели собственную жизнь и породили бесчисленные подражания и предполагаемые продолжения работ самого Лавкрафта. Мы не рассматриваем ничего из этих материалов в нашей книге. "Боги" сами по себе, за редким исключением, не фигурируют в рассказах Г.Ф.Л. как "персонажи" в каком-либо значимом смысле, поэтому мы не включили их в энциклопедию. Точно так же мы не приводим никаких статей о писателях, которые пытались следовать по стопам Лавкрафта, хотя едва ли есть такой автор, писавший в жанре "ужасов" в последние 70 лет, на которого так или иначе не повлиял бы Г.Ф.Л. Тем, кто интересуется всей этой темой, мы рекомендуем прочесть "A Cthulhu Mythos Bibliography & Concordance" Криса Яроши-Эрнста (1999). Фильмы и иные адаптации работ Лавкрафта тоже не рассматриваются. Читатели могут найти изобилие информации у Эндрю Мильора и Джона Стрысика в книге "The Lurker in the Lobby: A Guide to the Cinema of H.P.Lovecraft" (2000).

Энциклопедия ни в коем случае не может считаться исчерпывающим указателем имён собственных в работах Лавкрафта. Вы можете найти его в книге С.Т. Джоши "An Index to the Fiction and Poetry of H.P.Lovecraft" (1992). Ядром энциклопедии послужили материалы таких авторов, как: Дональд Р. Берлсон, Кеннет У. Фейг мл., Уилл Мюррей, Роберт Прайс, Скотт Коннорс, Дэниэль Хармс, Донован К. Лукс и Кристофер О'Брайен.